# روبرت وليامز (سياسي أمريكي)
روبرت وليامز (بالإنجليزية: Robert Williams) هو سياسي أمريكي، ولد في 30 أكتوبر 1766 في مقاطعة أورانج في الولايات المتحدة، وتوفي في 25 يناير 1836 في مقاطعة أواتشيتا في الولايات المتحدة. حزبياً، نشط في الحزب الجمهوري الديمقراطي. وقد انتخب حاكم الدولة إقليم ميسيسيبي ‏ (1805 – 1809).